# Đorđe Balašević
Đorđe Balašević (Novi Sad, 11. svibnja 1953. – Novi Sad, 19. veljače 2021.) bio je srbijanski kantautor, pjesnik i književnik poznat po svojim baladama i šansonama. 

## Životopis
Đorđe Balašević rođen je 11. svibnja 1953. godine u Novom Sadu od oca Jovana i majke Veronike, rođene Dolenec, iz Rasinje u blizini Koprivnice. Njegovi su se do rata 1941. godine prezivali Balašev, kada je njegov djed promijenio prezime u Balašević. Završio je gimnaziju u Novom Sadu 1972. godine te studirao zemljopis na novosadskom Prirodno-matematičkom fakultetu. Prekinuo je studij i pridružio se grupi "Žetva" 1977. godine.
U srednjoj školi htio je postati nogometaš. Nogometom se bavio, što govori u brojnim govorima, kao i u pjesmi "Prva ljubav".
Balašević se priključio skupini "Žetva" iz Novog Sada te s njima snimio singl "U razdeljak te ljubim" koji je prodan u 180 tisuća primjeraka, a što je bio velik uspjeh za tadašnji jugoslavenski status.[nedostaje izvor] Godine 1978. godine napušta skupinu "Žetva" i osniva vlastitu, nazvanu "Rani mraz". Skupina je prvi put nastupila u Opatiji 1978. godine s pjesmom "Moja prva ljubav". Tada se skupini priključio Bora Đorđević, kasnije poznatiji pod nadimkom Bora Čorba, koji je nakon nekoliko mjeseci napustio skupinu i osnovao vlastitu (Riblja čorba).
Godine 1979. godine osvaja prvo mjesto na Splitskom festivalu s pjesmom "Panonski mornar". Tada počinje Balaševićevo razdoblje. Godine 1980. godine morao je odslužiti vojni rok pa nije imao vremena za glazbu, ali uspio je napisati tekst za pjesmu Zdravka Čolića i Srebrnih krila. Sa skupinom "Rani mraz" izveo je dvije najpopularnije pjesme poput "Priča o Vasi Ladačkom" i "Život je more". 1982. godine napušta skupinu "Rani mraz" i počinje samostalnu pjevačku karijeru.
Prvi album izdao je iste godine i nazvao ga Pub, a za koji je dobio mnoge pohvale. Krenuo je na samostalnu turneju Jugoslavijom i održao koncert u Beogradu, koji mu je označio uspješnu samostalnu karijeru sljedećih godina. Sljedeća dva albuma doživjela su velike uspjehe i "gurnule" Balaševića ka slavi. Proglašen je odličnim tekstopiscem i izvođačem. Album Bezdan iz 1986. godine donio mu je mnogo nagrada i dobio je velike pohvale. Na Univerzijadi 1987. godine u Zagrebu nastupa s Ribljom čorbom, Parnim valjkom te Lebom i soli.
Početkom velikosrpske agresije, Balašević je prekinuo suradnju s hrvatskim kantautorom Elvisom Stanićem. Za vrijeme rata objavljuje album Jedan od onih života s pjesmama zbog kojih biva prešutno zabranjen na većini radio stanica.[nedostaje izvor] Balašević od početka rata zauzima posve antiratni i pacifistički stav, koji promiče u brojnim pjesmama, koncertima, govorima i interviewima.[nedostaje izvor] Nekoliko godina prije rata, 1987. izvodi pjesmu "Samo da rata ne bude" koja simbolizira himnu antiratnih stavova i odstupanje od bilo kakve pomisli ka uspostavi rata što potvrđuje i stihom “Samo da rata ne bude, ludila među ljudima, veliki nude zablude, plaše nas raznim čudima i svakoj bajci naude, da rata ne bude!”. Pjesmu izvodi s dječjim zborom.
U pjesmi "Krivi smo mi" govori o besmislu rata, i o tome kako smo mi, narodi tadašnjih zemalja dozvolili sve te strahote i pokolje, ne izražavajući svoje nezadovoljstvo onim što vladajući čine. A pjesmu "Čovek sa mesecom u očima" posvećuje nekoliko godina prije palom Vukovaru. Nakon rata objavljuje album Naposletku.
Sa svojim albumom Devedesete Balašević ismijava srbijanskoga vođu u ratu Slobodana Miloševića pjesmom "Legenda o Gedi Gluperdi", a pjesmom "Devedesete" Balašević progovara o vremenima prije devedesetih i o istoimenomu ratnom desetljeću. S tog albuma je i pjesma "Živeti slobodno", još jedan od njegovih antiratnih uradaka. Nakon ta dva albuma, izdaje još dva albuma, Dnevnik starog momka te Rani mraz. Nastupao je i održavao koncerte do smrti.
Preminuo je u Kliničkom centru Vojvodina u Novom Sadu, 19. veljače 2021. u 68. godini života od posljedica pneumonije uzrokovane koronavirusom.

## Diskografija

### Žetva
- 1977. "U razdeljak te ljubim", singl (RTV Ljubljana)

### Rani mraz

#### Studijski albumi
- 1979. Mojoj mami umesto maturske slike u izlogu (PGP RTB)
- 1980. Odlazi cirkus (PGP RTB)

#### Singlovi
- 1978. Ljubio sam snašu na salašu (PGP RTB)
- 1978. Oprosti mi, Katrin (PGP RTB)
- 1978. Računajte na nas (PGP RTB)
- 1978. Kristifore, crni sine (Jugoton)
- 1979. Panonski mornar (PGP RTB)
- 1979. Prvi januar (PGP RTB)
- 1980. Marina
- 1980. Priča o Vasi Ladačkom (PGP RTB)
- 1981. Tri put sam video Tita (PGP RTB)

### Samostalna karijera

#### Studijski albumi
- 1982. Pub (PGP RTB)
- 1983. Celovečernji The Kid (PGP RTB)
- 1985. 003 (PGP RTB)
- 1986. Bezdan (Jugoton)
- 1988. Panta Rei (Jugoton)
- 1989. Tri posleratna druga (Jugoton)
- 1991. Marim ja... (Diskoton)
- 1993. Jedan od onih života (Ufa Medija)
- 1996. Naposletku (Ufa Medija)
- 2000. Devedesete (Hard Rock Shop)
- 2001. Dnevnik starog momka (Hi-Fi Centar)
- 2004. Rani mraz (Hi-Fi Centar)

#### Uživo albumi
- 1987. U tvojim molitvama (PGP RTB)
- 1995. Dal je sve bilo samo fol (D Moll)
- 1997. Novogodišnji koncert — priča prva (Trauma Station)
- 1997.  Novogodišnji koncert — priča druga (Trauma Station)

#### Kompilacije
- 1991. Najveći hitovi (PGP RTB)
- 1998. The best of... (Naraton/Croatia Records)
- 2000. Balade (Hi-Fi Centar)
- 2000. Portret 1 (Hi-Fi Centar)
- 2000. Portret 2 (Hi-Fi Centar)
- 2005. Antologija (City Records)
- 2007. The platinum collection (City Records)

#### DVD
- 2005. Mater vetru (Hi-Fi Centar)

#### Singlovi
- 1982. Hej čarobnjaci, svi su vam đaci (PGP RTB)
- 1983. Celovečernji The Kid (PGP RTB)
- 1985. Slovenska (PGP RTB)
- 1986. Sve je otišlo u Honduras (Jugoton)
- 1987. Samo da rata ne bude (PGP RTB)

## Knjige

### Romani
- 1980. Računajte na nas
- 1985. ...i od dva-tri akorda (jer ni ne umem bolje ja...)
- 1997. I život ide dalje... (sve dalje odavde...)
- 1997. Jedan od onih života
- 2000. Tri posleratna druga
- 2001. Dodir svile
- 2005. Scenario za dugometražnu igranu baladu
- 2007. Kao rani mraz
- 2017. Kalendar mog detinjstva — I. deo
- 2018. Knjiga koje nema
- 2023. Kalendar mog detinjstva — II. deo

## Vanjske poveznice

### Sestrinski projekti
|  | Zajednički poslužitelj ima još gradiva o temi Đorđe Balašević |
|  | Wikicitati imaju zbirke citata o temi Đorđe Balašević         |

### Mrežna sjedišta
- Službena stranica
- moljac.hr :: Đorđe Balašević, uz dozvolu autora teksta
- Facebook profil
- YouTube kanal